# Ereunen
Ereunen (Ereuniidae) zijn een familie van straalvinnige vissen uit de orde van Schorpioenvisachtigen (Scorpaeniformes).

## Geslachten
- Ereunias D. S. Jordan & Snyder, 1901
- Marukawichthys Ki. Sakamoto, 1931